# Un bon home a l'Àfrica
Un bon home a l'Àfrica (títol original: A Good Man in Africa) és una pel·lícula estatunidenca dirigida per Bruce Beresford el 1994, adaptació de la novel·la homònima de William Boyd publicada l'any 1981. Ha estat doblada al català.

## Argument
Sam Adekunle vol ser president, però el Dr. Murray s'hi oposa. Per desempallegar-se'n, Adekunle es serveix de Morgan Leafy, un jove diplomàtic que porta un gran tren de vida, i a qui sorprèn cortejant la seva pròpia esposa: ho oblidarà tot si aquest últim arriba a corrompre el Dr. Murray.
Una història de diners, sexe, alcohol i vudú en la sabana africana per a un film que, malgrat comptar amb reconeguts i consagrats noms entre el seu repartiment tècnic i artístic (el director de la oscaritzada "Passejant a Miss Daisy", el director de fotografia habitual de Spielberg i el també guanyador d'un Oscar Sean Connery), va obtenir un rotund fracàs comercial. La crítica la va qualificar de poc divertida per ser una comèdia i massa irreverent per tractar-se d'un drama.

## Repartiment
- Colin Friels: Morgan Leafy, el primer secretari d'Arthur Fanshawe
- Sean Connery: Dr. Alex Murray
- John Lithgow: Arthur Fanshawe, l'alt comissari britànic
- Diana Rigg: Chloe Fanshawe
- Louis Gossett, Jr.: Professor Sam Adekunle
- Joanne Whalley: Celia Adekunle (als crèdits Joanne Whalley-Kilmer)
- Sarah-Jane Fenton: Priscilla Fanshawe
- Maynard Eziashi: Divendres, el criat de Morgan Leafy
- Jeremy Crutchley: Dalmire
- Jackie Mofokeng: Hazel, l'amant de Morgan Leafy
- Daphne Greenwood: La duquessa